# Nova Božurna
Nova Božurna (cyr. Нова Божурна) – wieś w Serbii, w okręgu toplickim, w mieście Prokuplje. W 2011 roku liczyła 227 mieszkańców.